# Smithiantha
Smithiantha es un género con 13 especies de plantas herbáceas  perteneciente a la familia Gesneriaceae. Es originario de América.

## Descripción
Son plantas herbáceas perennifolias con rizomas escamosos . Tallo erecto, herbáceo o sufrútice , generalmente no ramificado . Las hojas son opuestas , pecioladas , la lámina sobre todo cordada , Con pelos suaves , a menudo atractiva moteada de púrpura y / o blanco. Flores en un racimo terminal , brácteas pequeñas . Los tallos de las flores sin bracteolas . Sépalos cortos y pequeños. Corola de color rojo , anaranjado , con manchas más oscuras, a veces dentro de amarillo, lila , morado o blanco con rayas más oscuras ; tubulares a campanulada. Fruto una cápsula seca , bivalva .

## Distribución y hábitat
Se distribuyen por México a Guatemala donde crece en  los hábitats forestales en las montañas, pasa temporadas inactivo . 

## Etimología
El nombre del género fue otorgado en honor de Matilda Smith (1854-1928) , artista y pintora de plantas , haciendo excelentes dibujos para la Revista de Botánica desde 1878 hasta su muerte.

## Especies
| - Smithiantha achimenoides - Smithiantha amabilis - Smithiantha aurantiaca - Smithiantha canarina - Smithiantha cinnabarina - Smithiantha fulgida - Smithiantha geroltiana | - Smithiantha laui - Smithiantha multiflora - Smithiantha punctata - Smithiantha secunda - Smithiantha zebrina - Smithiantha hybriden |